# Río Caracena
El río Caracena es un curso de agua del interior de la península ibérica, afluente por la izquierda del Duero. Atraviesa la comarca de Tierras del Burgo, perteneciente a la provincia española de Soria, y tiene como afluente principal por su margen izquierda al río Manzanares.

## Curso
El río Caracena se forma por la unión de dos arroyos procedentes de los términos de Losana y Castro, pasando el primero también junto a Peralejo de los Escuderos y el segundo por el término de Valvenedizo. Los orígenes de estos arroyos se encuentran en las laderas de la Sierra de Pela. El río pasa junto a Tarancueña, que queda a su derecha, a continuación pasa junto a Caracena, que queda a su izquierda, luego pasa por Carrascosa de abajo y Fresno de Caracena, uniéndose a él, poco más abajo, el río Manzanares, posteriormente pasa junto a Vildé, que queda a su derecha, y desemboca en la margen izquierda del río Duero, en el término de Navapalos.
En su tramo entre Tarancueña y Caracena, el río queda encajado en una hoz que se hace más estrecha al acercarse a esta última población y solo es accesible a través de senderos. Aguas abajo de Caracena, el valle queda menos encajado y transcurre, por él, la carretera que sirve de acceso a este pueblo.
Antes de llegar a Vildé hay una pequeña presa sobre el río, de la que sale un canal de riego, conocido como río Pequeño, mientras el cauce natural del río es conocido como río Grande hasta su desembocadura en el Duero.
Algunos tramos de este río son también conocidos como río Adante.
El primer tramo del río, hasta Caracena, aparece denominado como río Castro en algunas obras.
Aparece descrito, como río «de Castro», en el sexto volumen del Diccionario geográfico-estadístico-histórico de España y sus posesiones de Ultramar de Pascual Madoz con las siguientes palabras:

CASTRO (de): r. en la prov. de Soria, part. jud. del Burgo de Osma; nace en el térm. de Valvenedizo al pie de la sierra del mismo, cuyo térm. y el del pueblo de su nombre baña, cruzándole en el segundo un puente de madera de 4 varas de elevacion; continúa al de Tarancueña, debajo de cuyo pueblo recibe las aguas del Losana, pasa á fertilizar el de Madruedano y sigue á Caracena donde le atraviesa un puente; varia aquí su nombre tomando el de esta última pobl. donde tambien aumenta sus aguas con el de otro arroyuelo, despues de fertilizar los térm. de Carrascosa de Abajo y Fresno, confluye en el de este último con el de Manzanares, y reunidos asi marchan por la jurisd. de Vilde á desaguar en el Duero, por el térm. de Navapalos: en su curso de unas 3 1/2 leg. de S. á N. impulsa 9 molinos harineros.
(Madoz, 1847, p. 211)